# Bixby (assistente virtuale)
Bixby è un assistente virtuale, sviluppato da Samsung Electronics, e rappresenta un'importante evoluzione di S Voice, l'app di assistente vocale di Samsung introdotta nel 2012 con il Galaxy S III, che Bixby va a sostituire nelle funzionalità.

## Storia
Il 20 marzo 2017, Samsung ha annunciato l'assistente digitale a comando vocale denominato "Bixby". Bixby è stato presentato insieme al Samsung Galaxy S8 e S8+ durante l'evento Samsung Galaxy Unpacked 2017, che si è tenuto il 29 marzo 2017. Samsung ha presentato ufficialmente Bixby una settimana prima del lancio, ma ha fatto il suo debutto solo durante l'evento Unpacked. Bixby può anche essere installato e usato su vecchi dispositivi Galaxy con Android Nougat.
Nel maggio 2017, Samsung ha annunciato che Bixby sarebbe arrivata anche sulla linea di frigoriferi prodotta dall'azienda coreana Family Hub 2.0, diventando così il primo prodotto non mobile ad includere l'assistente virtuale.
Nell'ottobre 2017, Samsung ha annunciato l'arrivo di Bixby 2.0 durante la sua conferenza annuale degli sviluppatori a San Francisco. La nuova versione è destinata a essere implementata su tutta la linea di prodotti connessi, tra cui smartphone, TV e frigoriferi. Inoltre, a terze parti sarà consentito sviluppare applicazioni per Bixby utilizzando il Samsung Developer Kit.
Il 9 agosto 2018, Samsung ha annunciato Bixby 2.0, una nuova versione dell'assistente vocale, programmata dalle fondamenta della versione precedente, che adesso è in grado di memorizzare i dialoghi precedenti per dare vita ad una conversazione più scorrevole; in più sono state migliorate la reattività delle risposte e l'intelligenza dell'assistente. Sempre nello stesso giorno, è stato presentato Galaxy Home, un altoparlante intelligente sviluppato da Samsung con a bordo l'assistente virtuale Bixby.
L'11 dicembre 2018, è stata rilasciata una versione beta di Bixby che supporta 5 nuove lingue, disponibile soltanto per l'ultimo dispositivo della serie Note di Samsung, il Samsung Galaxy Note 9.

## Lingue supportate
Come riportato sul sito ufficiale italiano, al 2021 le lingue supportate sono:
- inglese (britannico, americano e indiano)
- francese
- tedesco
- italiano
- coreano
- cinese mandarino
- spagnolo
- portoghese

## Dispositivi supportati
Come riportato sul sito ufficiale italiano, al 2023  è disponibile sui seguenti dispositivi:
- Galaxy Note (Note20, Note20 Ultra, Note10, Note10+, Note10 Lite, Note 9 e Note 8)
- Galaxy S24 ultra
- Galaxy Z Flip 5
- Galaxy Z Flip 4
- Galaxy Fold3 e Z Flip 2
- Galaxy Fold2, Fold e Z Flip
- Galaxy S23, S23+, S23 Ultra e S23 FE
- Galaxy S22, S22+ e S22 Ultra
- Galaxy S21, S21+, S21 Ultra e S21 FE
- Galaxy S20, S20+, S20 Ultra e S20 FE
- Galaxy S10e, S10, S10+ e S10 Lite
- Galaxy S9 e S9+
- Galaxy S8, S8+ e S8 Active
- Galaxy A (A35, A35 5G, A71, A51, A53, A90, A80, A70, A70s, A60, A50, A50s, A8s, A9 2018, A9 Star)
- Galaxy Tab S (S7, Tab S7+, Tab S6, Tab S5e, Tab S4)
- Galaxy Tab A 10.5"
- Galaxy Tab Active Pro
- Galaxy Watch (Watch 3,Watch 4,Watch 5,  Watch Active 2, Watch Active, Watch)